# Superessif
 (mars 2024).
Si vous disposez d'ouvrages ou d'articles de référence ou si vous connaissez des sites web de qualité traitant du thème abordé ici, merci de compléter l'article en donnant les références utiles à sa vérifiabilité et en les liant à la section « Notes et références ».
En linguistique, le superessif est un cas locatif statique externe. Correspondant en hongrois au suffixe -n, il exprime le lieu sur lequel on est (ce qui équivaut en général à un adessif en finnois).
Le finnois connaît aussi un cas superessif de suffixe -alla/-ällä, qui ne s'utilise qu'avec un nombre limité de racines afin de produire des adverbes de lieu statique externe.